# La grande odalisca
La grande odalisca (La grande odalisque) è un dipinto a olio su tela (91×162 cm) di Jean-Auguste-Dominique Ingres, realizzato nel 1814 e conservato dal 1899 nel museo del Louvre di Parigi.

## Storia

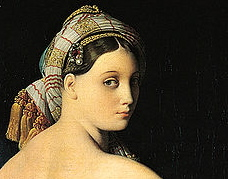
Dettaglio del volto dell'Odalisca

Sebbene sia stata pesantemente criticata per le sue fattezze sproporzionate al Salon del 1819, anno della sua prima esposizione, l'opera ricevette un consenso unanime positivo dopo un arco di tempo di circa dieci anni.
Riferendosi al dipinto il professore d'arte Robert Rosenblum la definì:
Louis de Cormenin la descrisse in questo modo:
Charles Lenormant dichiarò invece:
Come messo in evidenza dalla scrittrice Fatema Mernissi, la donna di Ingres è nuda, sebbene le vere odalische fossero sempre vestite. Ciò è stato interpretato, criticamente, come il risultato di una visione distorta e lasciva che l'Occidente aveva, durante l'Ottocento, nei confronti di culture distanti, quali quella islamica.

## Descrizione e stile

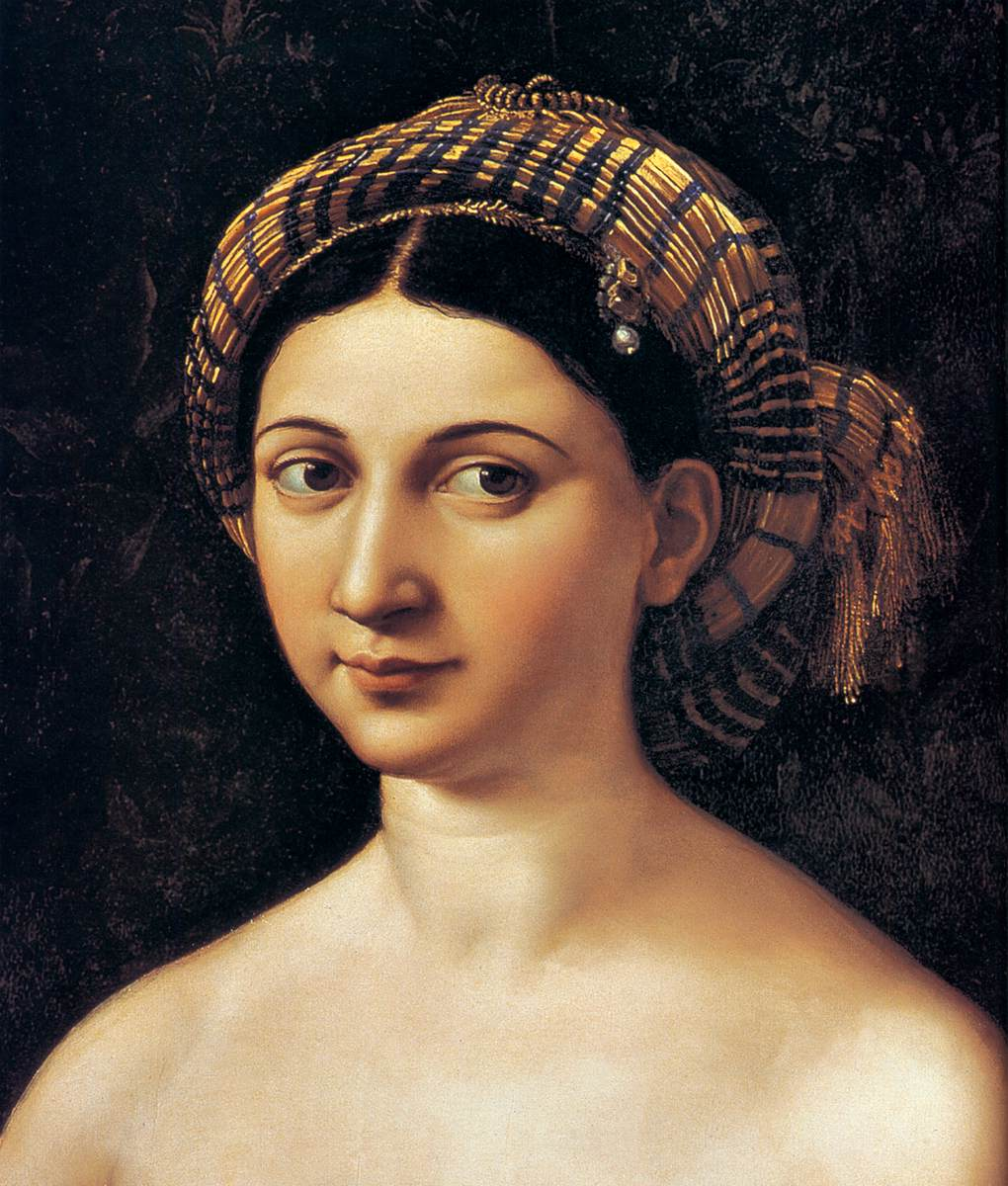
Raffaello Sanzio, La Fornarina, dettaglio (tra il 1518 e il 1519); olio su tavola, Galleria Nazionale d'Arte Antica, Roma

Il dipinto raffigura una donna sdraiata, nuda, di spalle, che volge il viso verso lo spettatore: un'odalisca in un harem nell'atto di agitare un ventaglio di piume di pavone. La donna è adagiata languidamente su un letto di stoffa azzurra, ove sono appoggiati una pelliccia bruna, un cuscino, una coperta gialla, un lenzuolo bianco e dei gioielli; all'estrema destra, vi sono invece un bruciaprofumi e una lunga pipa. Se si esclude il suo turbante, l'odalisca ritratta è completamente nuda e voltata di schiena, e descrive con il proprio corpo una flessuosa mezzaluna rosata; viene ripresa nel momento stesso in cui ruota la testa per osservare lo spettatore. La pelle della figura femminile risalta dal fondo scurissimo della stanza, parzialmente coperto da una tenda azzurra ricamata che tuttavia lascia intravedere il muro di fondo e due grandi bauli.
L'opera segue i principi della pittura neoclassica, quali la precisione "classica" della forma, e quelli del manierismo, come dimostrano le dimensioni volutamente sproporzionate del soggetto: le sue anche sono infatti troppo grandi mentre il collo è estremamente lungo. La lunghezza del suo corpo, dovuta all'aggiunta di tre vertebre, rende la figura più voluttuosa e sensuale. Il pittore fu inoltre ispirato agli ideali di perfezione concepiti da Raffaello Sanzio. Nonostante queste premesse, La grande odalisca segnò il primo avvicinamento del pittore al romanticismo, dal quale riprese il gusto per l'esotico. Pur partendo dunque dal culto neoclassico della perfezione della forma, con quest'opera Ingres si propone di raggiungere il bello ideale tramite il perfezionamento delle irregolarità della natura, ma lo infonde di un malinconico desiderio di qualcosa assente nella nostra quotidianità, ma forse raggiungibile in terre remote e favolose.
Il dipinto cita numerose altre opere: la testa dell'odalisca riprende i soggetti femminili tratti dallo Sposalizio della Vergine e dalla Madonna del Belvedere di Raffaello, mentre la posizione della donna cita il tema della Venere distesa, come Venere di Urbino di Tiziano, dalla quale Ingres riprese il materasso semidisfatto, analogamente a come fece, anni dopo, Manet nella sua Olympia. In particolare la posa di spalle ricorda la Venere Rokeby di Diego Velázquez, con la quale ha in comune anche le deformazioni anatomiche. Sempre da un'opera di Raffaello, La Fornarina, Ingres riprese in controparte il turbante e il gioiello della donna, mentre la presenza di combinazioni di colori freddi, gli arti estesi della donna e la sua testa piccola omaggiano il Parmigianino. Dal punto di vista del rapporto colore-luce, l'influenza del Bronzino pare evidente nell'incarnato della schiena.